# Elisa Silva
Elisa Silva, znana głównie jako Elisa (ur. 7 maja 1999 w Ponta do Sol) – portugalska piosenkarka.

## Kariera muzyczna
Zaczęła śpiewać w wieku siedmiu lat. Od najmłodszych lat interesowała się muzyką z lat 60., 70. i 80. XX wieku. Brała udział w regionalnych festiwalach muzycznych na Maderze, a w wieku trzynastu lat dołączyła do kilku projektów muzycznych i zaczęła koncertować w wielu miejscach na całej wyspie. W wieku siedemnastu lat zainteresowała się muzyką jazzową, co skłoniło ją do nauki na Conservatório da Madeira. W 2018 przeniosła się do Lizbony, aby dołączyć do zespołu Great Dane Studios, rozpocząć komponowanie własnych autorskich utworów i kontynuować naukę na Akademii Muzycznej.
W 2020 z piosenką „Medo de sentir” (który skomponowała Marta Carvalho) została ogłoszona jedną z uczestników konkursu Festival da Canção 2020 pełniącego funkcję krajowych eliminacji do Konkursu Piosenki Eurowizji 2020. 22 lutego 2020 wystąpiła w pierwszym półfinale selekcji i awansowała do finału rozgrywanego 7 marca 2020, w którym po zdobyciu największego poparcia telewidzów oraz jurorów zajęła pierwsze miejsce i została ogłoszona reprezentantem Portugalii w Konkursie Piosenki Eurowizji. 18 marca 2020 poinformowano jednak o odwołaniu konkursu z powodu pandemii koronawirusa.
W kwietniu 2020 wystąpiła w projekcie Eurovision Home Concerts, w którym wykonała kompozycję „Medo de sentir” i cover utworu „Waterloo” zespołu ABBA.
28 kwietnia 2021 ogłoszono, że piosenkarka będzie sekretarzem Portugalii ogłaszającym punkty kraju w finale Konkursu Piosenki Eurowizji 2021.
12 listopada 2021 nakładem Warner Music Portugal ukazał się debiutancki album wokalistki No meu canto. Wydawnictwo promowane było singlami „Coração”, „Na ilha”, „Este meu jeito” oraz „Se não me amas”.

## Dyskografia
Albumy studyjne
| Rok  | Dane dot. albumu                                                                                           |
| ---- | --- |
| 2021 | No meu canto - Wydany: 12 listopada 2021 - Wytwórnia: Warner Music Portugal - Format: CD, digital download |

Single
| Rok  | Tytuł            | Album        |
| ---- | ---------------- | ------------ |
| 2020 | „Medo de sentir” | –            |
| 2020 | „Coração”        | No meu canto |
| 2021 | „Na ilha”        | No meu canto |
| 2021 | „Este meu jeito” | No meu canto |
| 2021 | „Se não me amas” | No meu canto |